# Guayabo Dulce
Guayabo Dulce är en ort i Dominikanska republiken.   Den ligger i provinsen Hato Mayor, i den östra delen av landet, 80 km öster om huvudstaden Santo Domingo. Guayabo Dulce ligger 47 meter över havet och antalet invånare är 3 897.
Terrängen runt Guayabo Dulce är platt. Runt Guayabo Dulce är det tätbefolkat, med 266 invånare per kvadratkilometer. Närmaste större samhälle är Hato Mayor del Rey, 12,8 km norr om Guayabo Dulce. Trakten runt Guayabo Dulce består till största delen av jordbruksmark.